# ألكسندر بوفيتكين
ألكسندر بوفيتكين (الروسية: Поветкин, Александр Владимирович) مواليد 2 سبتمبر 1979 في كورسك، الجمهورية الروسية السوفيتية الاتحادية الاشتراكية، الاتحاد السوفيتي، هو ملاكم روسي يصنف ضمن فئة الوزن الثقيل. شارك في دورة الألعاب الأولمبية الصيفية.

## إحصائيات
خاض خلال مسيرته 31 نزالا، فاز في 30 ولم يتعادل وخسر في 1. فاز بالضربة القاضية في 22 نزالا.

## الميداليات
| الميدالية | المسابقة                       |
| --------- | ------------------------------ |
| ذهبية     | الألعاب الأولمبية الصيفية 2004 |

## وصلات خارجية
- ألكسندر بوفيتكين على موقع بوكس ريك (الإنجليزية) (registration required)
- ألكسندر بوفيتكين على موقع أوليمبيديا (الإنجليزية)

- الموقع الرسمي